# Percy Lowe
Percy Roycroft Lowe (2 de enero de 1870–18 de agosto de 1948) fue un cirujano y ornitólogo inglés.
Nacido en Stamford (Lincolnshire), Lowe estudió medicina en el Jesus College (Cambridge), y sirvió como cirujano civil en la segunda guerra bóer, y estando en Sudáfrica comenzó a interesarse por la ornitología. Al regresar a Inglaterra fue médico privado de Sir Frederic Johnstone, y durante la Primera Guerra Mundial fue oficial médico en un barco ambulancia en el Mediterráneo.
Trabajó con Dorothea Bate buscando fósiles de avestruz en China.
En noviembre de 1919 sucedió a William Robert Ogilvie-Grant como curador de aves en el Museo de Historia Natural de Londres, puesto donde se retiró al cumplir los sesenta y cinco años en 1935. Fue sucedido por Norman Boyd Kinnear.
Fue editor del boletín del club de ornitólogos británicos desde 1920 a 1925, y presidente de la British Ornithologists' Union entre 1938 y 1943. Su publicación de 1936 «Los pinzones de las Galápagos, en relación a la concepción de Darwin de las especies» introdujo el concepto de Pinzón de Darwin.
En 1939 fue elegido miembro corresponsal de la Unión de ornitólogos de Australasia.

## Publicaciones
- Lowe, P. R. (1936). «The finches of the Galapagos in relation to Darwin's conception of species». Ibis (en inglés) (6). pp. 310-321.

## Abreviatura (zoología)
La abreviatura Lowe  se emplea para indicar a Percy Lowe como autoridad en la descripción y taxonomía en zoología.

- Datos: Q954799
- Multimedia: Percy Lowe / Q954799
- Especies: Percy Lowe